# Марија Марковић Ђинђић
Марија Марковић Ђинђић (Прокупље, 2. децембар 1985) српска је сликарка и иконописац.
Рођена је у Прокупљу, од оца Вељка и мајке Наташе. Њен таленат за ликовни израз препознали су наставници још у основној и средњој школи. Своје радове је почела да излаже у том узрасту, како самостално, тако и колективно. Похађала је школу иконописа код свештеника Владимира Благојевића у Краљеву, што је било пресудно да свој дар умножава, пре свега на пољу црквене уметности. Њен сликарски опус данас обухвата преко 300 икона и више од 250 уметничких слика на платну.
Живи и ствара селу Алабана, надомак Блаца, у породичном дому као домаћица, супруга Градимира и мајка четворо деце Саре, Ене, Оливере и Сретена.

## Уметнички рад
Њене иконе и фреске присутне су широм Србије и Европе и налазе се у приватним домовима, храмовима и манастирима. Иконопише по благослову Митрополита Нишког Арсенија и свог духовног оца Серафима. Њен досадашњи опус прелази 2000 осликаних икона и фресака.
Њена икона Пресвете Богородице била је на Међународној изложби икона Проповед у бојама о Богородици, одржаној у Београду. Марија се успешно опробала и у зидном сликарству, са неколико парцијалних остварења. Осим црквене уметности, ствара и уметничка дела, попут портрета, пејзажа, надреализма и апстракције.
Фрескописала је, између осталих, параклис светог Никите Ремезијанског у Манастир Дивљане, црква свете Петке у селу Јошаница, конак манастира Ајдановац... Иконописала је иконостасе и иконе у Манастиру Светог Николе код Куршумлије, Манастир Ајдановац, Манастир Дивљана, Црква Св. Архангела Михаила у Живици, Црква посвећена Васкрсењу Лазаревом на Косову, Црква у Куновици, Црква Св. Сергеју и Влакху у Црној гори, Црква Успенија Пресвете Богородице, иконе у Јерусалиму, као и целивајуће иконе по многим црквама у Србији и по свету, на острву Сејшели се налази икона Св. Босиљке.

## Други о иконопису Марије Ђинђић
| „ | Њене однеговане, сликане форме, верне виђеном, препознатљиве у моделу, саме представљају непоновљиви оригинал, чувајући кључне личне црте портретисаног. Њени портрети су живи и сугестивни, управо због тога што и линијом и бојом успева да ухвати и у први план изнесе карактерне особине. То најбоље показују ликови спокојног погледа, који зраче експресијом унутарњих осећања.Јеромонах Игњатије Ђорђевић и Јеромонах Николај Јоцић | ” |